# Ogre Battle 64: Person of Lordly Caliber
Ogre Battle 64: Person of Lordly Caliber (オウガバトル６４?) è un videogioco di ruolo sviluppato da Quest e pubblicato nel 1999 da Nintendo per Nintendo 64. Terzo titolo della serie Ogre Battle, il videogioco è stato convertito da Square Enix per Wii nel 2010 e distribuito tramite Virtual Console.